# Margaret River Pro
Le Drug Aware Margaret River Pro est une épreuve de la World Surf League ayant lieu à Margaret River, en Australie-Occidentale. Longtemps étape du circuit qualificatif, le Margaret River Pro fait partie du circuit d'élite du championnat du monde depuis 2013.

## Palmarès
| Année                         | Vainqueur          | Score | Finaliste(s)       | Score(s) |
| ----------------------------- | ------------------ | ----- | ------------------ | -------- |
| Drug Aware Pro                |                    |       |                    |          |
| 2010                          | Josh Kerr          | 17.03 | Taj Burrow         | 16.50    |
| Drug Aware Margaret River Pro |                    |       |                    |          |
| 2013                          | Dusty Payne        | 16.36 | Josh Kerr          | 13.20    |
| 2014                          | Michel Bourez      | 15.90 | Josh Kerr          | 12.44    |
| 2015                          | Adriano de Souza   | 17.53 | John John Florence | 16.87    |
| 2016                          | Sebastian Zietz    | 17.40 | Julian Wilson      | 16.67    |
| 2017                          | John John Florence | 19.03 | Kolohe Andino      | 13.60    |